# 1955年
1955年（1955 ねん）は、西暦（グレゴリオ暦）による、土曜日から始まる平年。昭和30年。

## 他の紀年法
- 干支：乙未（きのと ひつじ）
- 日本（月日は一致）
  - 昭和30年
  - 皇紀2615年
- 中華民国（月日は一致）
  - 中華民国44年
- 朝鮮・韓国（月日は一致）
  - 檀紀4288年
  - 主体44年
- 仏滅紀元：2497年 - 2498年
- イスラム暦：1374年5月7日 - 1375年5月16日
- ユダヤ暦：5715年4月7日 - 5716年4月16日
- 修正ユリウス日(MJD)：35108 - 35472
- リリウス日(LD)：135949 - 136313

※檀紀は、大韓民国で1948年に法的根拠を与えられたが、1962年からは公式な場では使用されていない。

※主体暦は、朝鮮民主主義人民共和国で1997年に制定された。

## カレンダー
| 1月 |    |    |    |    |    |    |
| 日  | 月 | 火 | 水 | 木 | 金 | 土 |
|     |    |    |    |    |    | 1  |
| 2   | 3  | 4  | 5  | 6  | 7  | 8  |
| 9   | 10 | 11 | 12 | 13 | 14 | 15 |
| 16  | 17 | 18 | 19 | 20 | 21 | 22 |
| 23  | 24 | 25 | 26 | 27 | 28 | 29 |
| 30  | 31 |    |    |    |    |    |
|     |    |    |    |    |    |    |

| 2月 |    |    |    |    |    |    |
| 日  | 月 | 火 | 水 | 木 | 金 | 土 |
|     |    | 1  | 2  | 3  | 4  | 5  |
| 6   | 7  | 8  | 9  | 10 | 11 | 12 |
| 13  | 14 | 15 | 16 | 17 | 18 | 19 |
| 20  | 21 | 22 | 23 | 24 | 25 | 26 |
| 27  | 28 |    |    |    |    |    |
|     |    |    |    |    |    |    |

| 3月 |    |    |    |    |    |    |
| 日  | 月 | 火 | 水 | 木 | 金 | 土 |
|     |    | 1  | 2  | 3  | 4  | 5  |
| 6   | 7  | 8  | 9  | 10 | 11 | 12 |
| 13  | 14 | 15 | 16 | 17 | 18 | 19 |
| 20  | 21 | 22 | 23 | 24 | 25 | 26 |
| 27  | 28 | 29 | 30 | 31 |    |    |
|     |    |    |    |    |    |    |

| 4月 |    |    |    |    |    |    |
| 日  | 月 | 火 | 水 | 木 | 金 | 土 |
|     |    |    |    |    | 1  | 2  |
| 3   | 4  | 5  | 6  | 7  | 8  | 9  |
| 10  | 11 | 12 | 13 | 14 | 15 | 16 |
| 17  | 18 | 19 | 20 | 21 | 22 | 23 |
| 24  | 25 | 26 | 27 | 28 | 29 | 30 |
|     |    |    |    |    |    |    |

| 5月 |    |    |    |    |    |    |
| 日  | 月 | 火 | 水 | 木 | 金 | 土 |
| 1   | 2  | 3  | 4  | 5  | 6  | 7  |
| 8   | 9  | 10 | 11 | 12 | 13 | 14 |
| 15  | 16 | 17 | 18 | 19 | 20 | 21 |
| 22  | 23 | 24 | 25 | 26 | 27 | 28 |
| 29  | 30 | 31 |    |    |    |    |
|     |    |    |    |    |    |    |

| 6月 |    |    |    |    |    |    |
| 日  | 月 | 火 | 水 | 木 | 金 | 土 |
|     |    |    | 1  | 2  | 3  | 4  |
| 5   | 6  | 7  | 8  | 9  | 10 | 11 |
| 12  | 13 | 14 | 15 | 16 | 17 | 18 |
| 19  | 20 | 21 | 22 | 23 | 24 | 25 |
| 26  | 27 | 28 | 29 | 30 |    |    |
|     |    |    |    |    |    |    |

| 7月 |    |    |    |    |    |    |
| 日  | 月 | 火 | 水 | 木 | 金 | 土 |
|     |    |    |    |    | 1  | 2  |
| 3   | 4  | 5  | 6  | 7  | 8  | 9  |
| 10  | 11 | 12 | 13 | 14 | 15 | 16 |
| 17  | 18 | 19 | 20 | 21 | 22 | 23 |
| 24  | 25 | 26 | 27 | 28 | 29 | 30 |
| 31  |    |    |    |    |    |    |
|     |    |    |    |    |    |    |

| 8月 |    |    |    |    |    |    |
| 日  | 月 | 火 | 水 | 木 | 金 | 土 |
|     | 1  | 2  | 3  | 4  | 5  | 6  |
| 7   | 8  | 9  | 10 | 11 | 12 | 13 |
| 14  | 15 | 16 | 17 | 18 | 19 | 20 |
| 21  | 22 | 23 | 24 | 25 | 26 | 27 |
| 28  | 29 | 30 | 31 |    |    |    |
|     |    |    |    |    |    |    |

| 9月 |    |    |    |    |    |    |
| 日  | 月 | 火 | 水 | 木 | 金 | 土 |
|     |    |    |    | 1  | 2  | 3  |
| 4   | 5  | 6  | 7  | 8  | 9  | 10 |
| 11  | 12 | 13 | 14 | 15 | 16 | 17 |
| 18  | 19 | 20 | 21 | 22 | 23 | 24 |
| 25  | 26 | 27 | 28 | 29 | 30 |    |
|     |    |    |    |    |    |    |

| 10月 |    |    |    |    |    |    |
| 日   | 月 | 火 | 水 | 木 | 金 | 土 |
|      |    |    |    |    |    | 1  |
| 2    | 3  | 4  | 5  | 6  | 7  | 8  |
| 9    | 10 | 11 | 12 | 13 | 14 | 15 |
| 16   | 17 | 18 | 19 | 20 | 21 | 22 |
| 23   | 24 | 25 | 26 | 27 | 28 | 29 |
| 30   | 31 |    |    |    |    |    |
|      |    |    |    |    |    |    |

| 11月 |    |    |    |    |    |    |
| 日   | 月 | 火 | 水 | 木 | 金 | 土 |
|      |    | 1  | 2  | 3  | 4  | 5  |
| 6    | 7  | 8  | 9  | 10 | 11 | 12 |
| 13   | 14 | 15 | 16 | 17 | 18 | 19 |
| 20   | 21 | 22 | 23 | 24 | 25 | 26 |
| 27   | 28 | 29 | 30 |    |    |    |
|      |    |    |    |    |    |    |

| 12月 |    |    |    |    |    |    |
| 日   | 月 | 火 | 水 | 木 | 金 | 土 |
|      |    |    |    | 1  | 2  | 3  |
| 4    | 5  | 6  | 7  | 8  | 9  | 10 |
| 11   | 12 | 13 | 14 | 15 | 16 | 17 |
| 18   | 19 | 20 | 21 | 22 | 23 | 24 |
| 25   | 26 | 27 | 28 | 29 | 30 | 31 |
|      |    |    |    |    |    |    |

## できごと

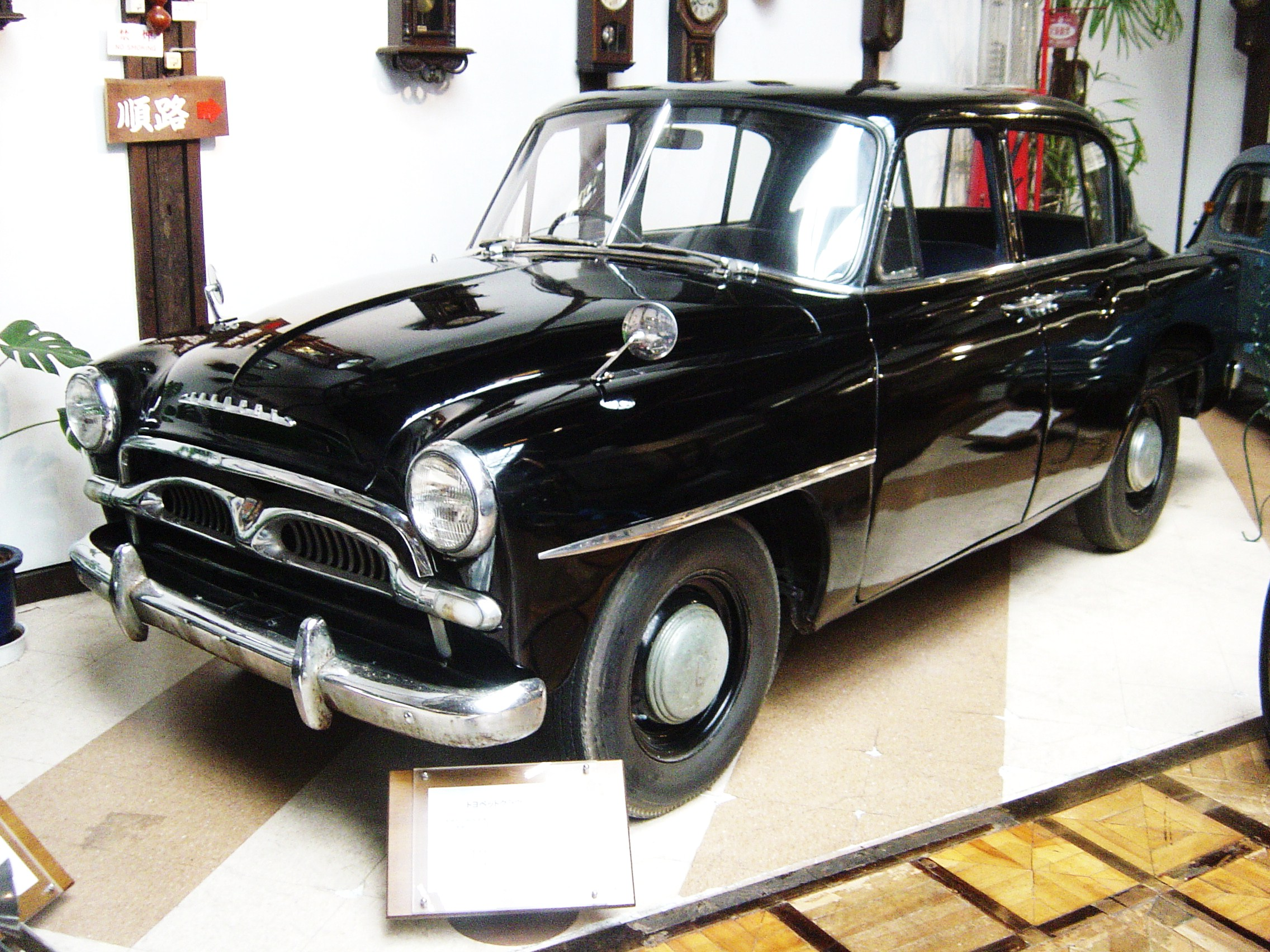
トヨタ・クラウン発売（1月1日）
画像はRS3#前期型

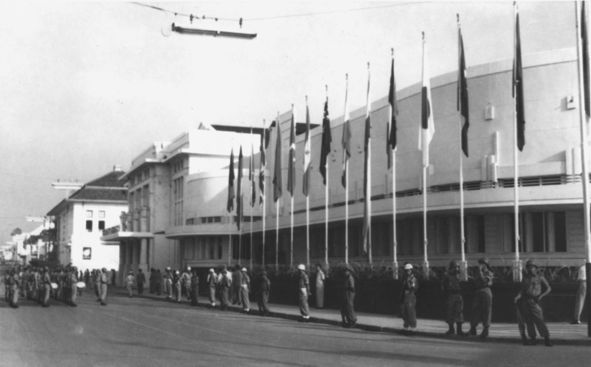
アジア・アフリカ会議開催（4月18日）

ワルシャワ条約機構結成（5月14日）

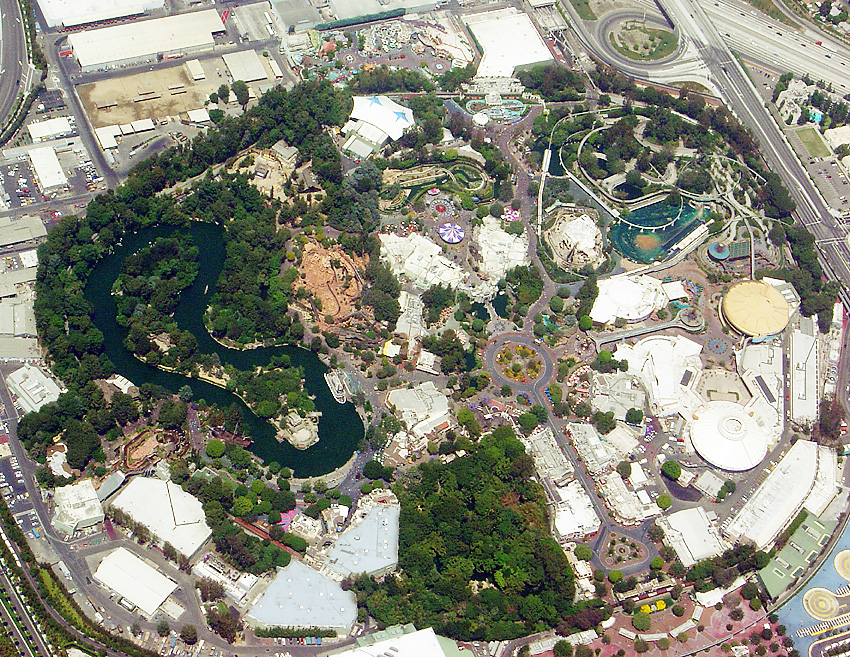
ディズニーランド開園（7月17日）

平和祈念像序幕（8月8日）

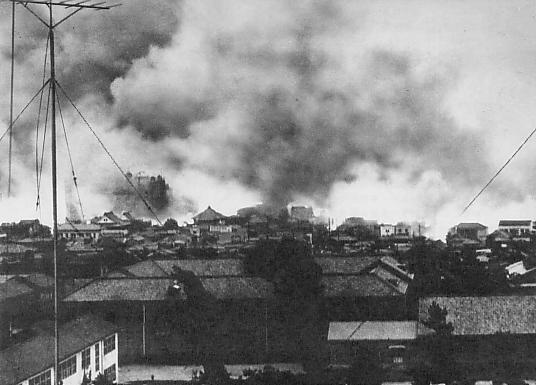
新潟大火（10月1日）

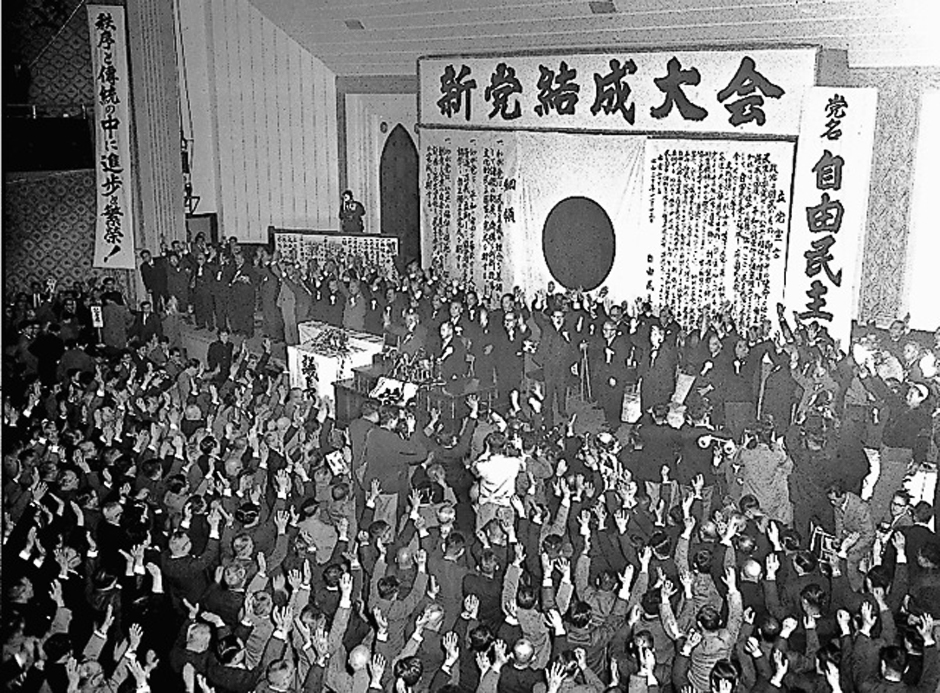
自由民主党結成大会（11月15日）
55年体制が始まる。

### 1月
- 1月2日 - 前穂高岳にて「ナイロンザイル切断事件」発生
- 1月4日 - ビキニ被災補償でアメリカ合衆国が200万ドルの慰謝料を支払うことが日米の間で公文交換される。
- 1月10日 - 日産自動車が「ダットサン・110」を発売（1959年発売の「ブルーバード」の源流で、1957年10月に「ダットサン・210」も発売）。
- 1月20日 - 国鉄飯田線電車が天竜渓谷へ転落し、30余名が死傷(飯田線電車転落事故)
- 1月24日 - 衆議院解散（天の声解散）

### 2月
- 2月4日 - 静岡県の秋葉ダム建設現場にて爆発事故。死者19名、負傷者多数。（秋葉ダム・ダイナマイト爆発事故）
- 2月8日 - ソ連マレンコフ首相辞任。日本トルコ通商協約成立。
- 2月11日 - デイリースポーツが東京版発刊、同時に同紙の発行元が神戸新聞社から分社化、株式会社デイリースポーツ社を設立（2010年3月1日に神戸新聞社に吸収合併され解散）。
- 2月14日 - 英国が水爆製造開始発表
- 2月17日 - 横浜市の聖母の園養老院で火災（犠牲者99名）
- 2月21日 - 西日本新聞社が「西日本スポーツ」を創刊。
- 2月26日 - 産業経済新聞社が「サンケイスポーツ」を創刊。
- 2月27日 - 第27回衆議院議員総選挙投票（1958年4月25日解散（話し合い解散））

### 3月
- 3月1日 - 雪印八雲工場脱脂粉乳食中毒事件
- 3月2日 - 第三清徳丸襲撃事件
- 3月18日 - 第22特別国会召集（7月30日閉会）。航海訓練所練習船大成丸が南太平洋地域の日本将兵の遺骨5889体と元日本兵4人を乗せて帰国。
- 3月19日 - 第2次鳩山一郎内閣発足。

### 4月
- 4月1日
  - 『愛知県スマイル!』 開始（2014年現在も放映中）
  - ラジオ東京テレビ（現在のTBSテレビ）開局
- 4月7日
  - イギリスでチャーチル首相が引退、アンソニー・イーデンが後任に
- 4月11日 - 通産省に原子力課新設
- 4月16日 - 長崎県佐世保市の炭鉱で大規模なボタ山崩落事故（安倍鉱業ボタ山崩落事故）が発生（犠牲者68人）
- 4月18日 - インドネシアのバンドンでアジア・アフリカ会議開催
- 4月21日 - 新京成電鉄新京成線（現・京成松戸線）の初富 - 松戸間が開業し、全線開業。

### 5月
- 5月1日
  - 大日本文具が「ぺんてるくれよん」を発売。
  - オリンパスが「オリンパス35S」を発売（9月には「オリンパスワイド」も発売）。
- 5月5日 - 西ドイツが主権の完全回復を宣言
- 5月11日 - 紫雲丸事故（犠牲者168名）
- 5月14日
  - ワルシャワ条約機構結成、冷戦激化
  - 岩手県内で修学旅行生を乗せたバスが橋から転落し12名が死亡。（北上バス転落事故）
- 5月20日 - 東京国際空港（羽田空港）の先代のターミナルビルが開館。
- 5月21日 - 阪神内部の内紛から岸一郎監督が辞任し、藤村富美男が選手兼任で監督復帰。
- 5月25日 - 広辞苑初版発行（岩波書店）
- 5月27日 - ヘレン・ケラーが来日。

### 6月
- 現行の一円硬貨発行開始。
- 6月3日 - 京都大学で同学会と大学当局が対立、瀧川幸辰総長が監禁暴行される（第2次滝川事件）
- 6月10日 - 日本電信電話公社が、東京223番で試験的に時報サービス開始。
- 6月11日 - フランスのル・マンで開催されたル・マン24時間レースで、レース車両が観客席に飛び込む事故が発生。死者84名。
- 6月13日 - ソ連初のダイヤモンド鉱山・ミール鉱山が発見される。
- 6月30日 - 自治体警察全廃

### 7月
- 7月9日 - 後楽園遊園地が完成。
- 7月9日 - 米ソの核実験競争を受け、ラッセル＝アインシュタイン宣言に湯川秀樹ら著名科学者11名が署名
- 7月15日 - 「トニー谷長男誘拐事件」が発生[1]
- 7月17日 - アメリカのカリフォルニア州アナハイムにディズニーランド開園
- 7月20日 - 経済審議庁を経済企画庁に改組
- 7月25日 - 日本住宅公団（現在の都市再生機構）設立
- 7月28日 - 三重県津市の中河原海岸で水泳講習中の橋北中学校の女子生徒36名が水泳訓練中に溺死（橋北中学校水難事件）。

### 8月
- 8月1日 - 東京都墨田区の玩具用花火工場が爆発。死者18名（墨田区花火問屋爆発事故）。
- 8月2日 - 神奈川県横浜市にある火薬工場にて爆発事故があり死者3名（日本カーリット工場爆発事故）。
- 8月3日 - 集英社が少女漫画雑誌「りぼん」を創刊。
- 8月6日 - 第1回原水爆禁止世界大会開催
- 8月7日 - 東京通信工業が初のトランジスタラジオ発売。
- 8月8日 - 長崎市の平和祈念像（北村西望作）除幕式
- 8月24日 - 森永ヒ素ミルク中毒事件が発覚

### 9月
- 9月 - 武田薬品工業が総合感冒薬「ベンザ」を発売。
- 9月4日
  - アメリカの占領下にあった沖縄の嘉手納基地付近（現：沖縄県中頭郡嘉手納町）で由美子ちゃん事件（6歳幼女への強姦殺人事件）が発覚。
  - トンボのスタルヒン投手が通算300勝を達成、シーズン終了後に現役引退。
- 9月10日
  - 連越、越南祖国戦線に改組
  - 日本が関税および貿易に関する一般協定 (GATT) に正式加盟
- 9月19日 - 東京都八王子市に米軍のF80戦闘機が墜落し地上の住民など合計5名死亡。（八王子市F80機墜落事故）
- 9月30日 - アメリカ合衆国の俳優ジェームズ・ディーンが交通事故死。

### 10月
- 10月1日
  - 新潟大火
- 10月3日 - CBSで『キャプテン・カンガルー（英語版）』、ABCで『ミッキーマウス・クラブ』が放映開始。
- 10月13日 - 日本社会党が左派と右派の分裂状態を4年ぶりに解消（社会党再統一）
- 10月24日 - 日本シリーズは巨人が南海に4勝3敗で2年ぶりの日本一。
- 10月26日 - オーストリア議会が永世中立を決議。
- 10月28日 - ゴ・ディン・ジエムを大統領にベトナム共和国成立。アメリカが支援し、ベトナムは南北に別れた分断国家となる。

### 11月
- 11月1日
  - ユナイテッド航空629便爆破事件
  - 北海道の茂尻炭鉱でガス爆発事故、60人死亡。
- 11月3日
  - 諸橋轍次「大漢和辞典」発刊（大修館書店）
  - 船橋ヘルスセンター開業
- 11月11日 - 世界平和アピール七人委員会結成（下中弥三郎ら）
- 11月12日 - ドイツ連邦軍発足により西ドイツの再軍備はじまる。
- 11月14日 - 日米原子力協定調印。
- 11月15日 - 社会党の再統一に刺激され、二大保守政党の自由党と日本民主党が合併し、自由民主党が誕生する（保守合同）。その後38年間続いたいわゆる55年体制の幕開けとなる。
- 11月22日 - 第23回臨時国会召集（12月16日開会）
- ノロドム・シハヌーク来日。戦後初の外国王族の国賓。

### 12月
- 12月1日
  - モンゴメリー・バス・ボイコット事件（1955年、ローザ・パークス）
  - 日本電信電話公社が料金前納式の公衆電話機を発売。
- 12月7日 - 長崎市とアメリカ合衆国セントポール市の都市提携成立（日本初の姉妹都市）。
- 12月13日 - 日本の国際連合への加盟にソ連が拒否権を行使
- 12月20日 - 第24国会召集（1956年6月3日閉会）
- マザー・テレサ、「聖なる子供の家」を開設。
- 昭和の大合併が進む
- 自由民主党と日本社会党の二大政党制（55年体制）がはじまる。（1993年崩壊）
- 高度経済成長の始期
- 鳥取県の人形峠においてウラン鉱床が発見される。
- 名古屋、神戸、東京など全国的に毒ガが異常発生し被害続出[2]

## 周年
以下に、過去の主な出来事からの区切りの良い年数（周年）を記す。
- 第二次世界大戦・太平洋戦争（大東亜戦争）関連、終結から10年。
  - 1月27日 - ソビエト連邦軍によるアウシュヴィッツ＝ビルケナウ強制収容所解放。
  - 2月4日 - 2月11日 - ヤルタ会談。
  - 2月19日 - 3月26日 - 硫黄島の戦い。
  - 3月10日 - 東京大空襲。
  - 3月27日 - 6月20日 - 沖縄戦。
  - 4月7日 - 大日本帝国海軍の戦艦大和撃沈。
  - 4月16日 - 5月8日 - ベルリンの戦い。
  - 4月30日 - アドルフ・ヒトラーが自殺。
  - 8月6日 - 広島市への原子爆弾投下。
  - 8月9日 - 長崎市への原子爆弾投下。
  - 8月11日 - 8月25日 - 樺太の戦い (1945年) 。
  - 8月14日 - 日本がポツダム宣言受諾。
  - 8月15日 - 終戦の日。
  - 9月2日 - 日本の降伏文書調印により太平洋戦争（大東亜戦争）終戦。
- 1月10日 - 福澤諭吉生誕120周年。
- 3月22日 - NHKラジオ放送（NHKラジオ第1放送）開始30周年。
- 4月5日 - 原爆ドーム（当時は広島県物産陳列館）竣工40周年。
- 4月14日 - リンカーン大統領暗殺事件から90年。
- 5月5日 - 日本で普通選挙法施行30周年（当時は25歳以上の男性に投票権があった）。
- 9月5日 - 日露戦争による日露講和条約（ポーツマス条約）締結50周年。
- 10月10日 - 朝鮮労働党結党10周年。
- 10月24日 - 国際連合発足10周年。
- 12月10日 - 阪神タイガース創設20周年。
- 全国高等学校野球選手権大会40周年（旧制中学時代を含む）。

## スポーツ
- プロ野球
  - セ・リーグ優勝 読売ジャイアンツ
  - パ・リーグ優勝 南海ホークス
  - 日本シリーズ優勝 読売ジャイアンツ
- 大相撲（幕内最高優勝）
  - 初場所 千代の山雅信
  - 春場所 千代の山雅信
  - 夏場所 栃錦清隆
  - 秋場所 鏡里喜代治

## 芸術・文化

### 音楽
- チャック・ベリー[3] – メイベリーン
- リトル・リチャード – トゥッティ・フルッティ
- ボー・ディドリー – Bo Diddley
- ファッツ・ドミノ – エイント・ザット・ア・シェイム
- エタ・ジェイムズ – The Wallflower (Dance with Me, Henry)
- プラターズ – オンリー・ユー, グレイト・プリテンダー
- マディ・ウォーターズ – Mannish Boy"
- スマイリー・ルイス – アイ・ヒア・ユー・ノッキング
- 島倉千代子「この世の花」
- 菅原都々子「月がとっても青いから」

### 映画

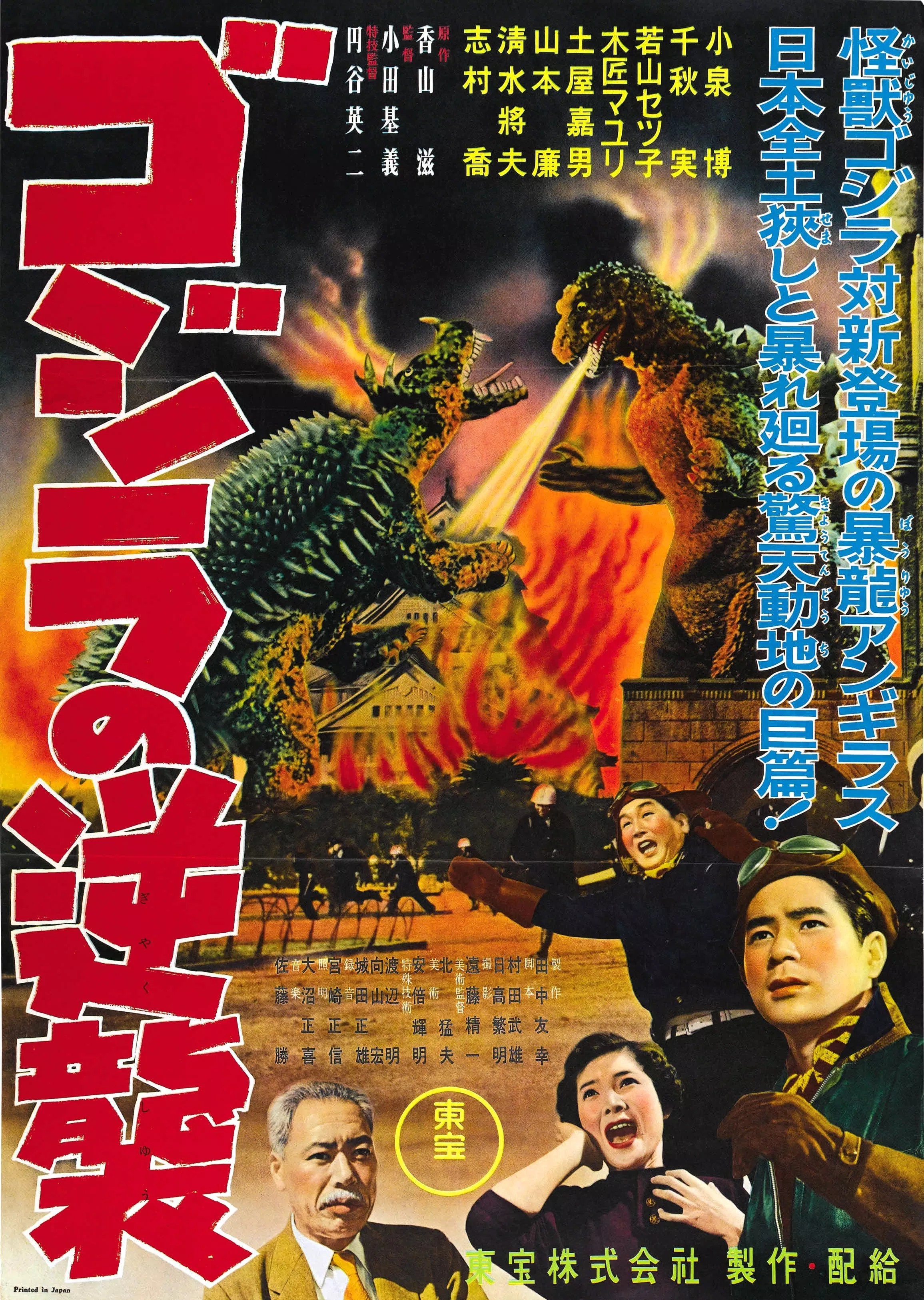
ゴジラの逆襲
画像は映画ポスター

- エデンの東（監督：エリア・カザン、主演：ジェームズ・ディーン）
- 狩人の夜（監督：チャールズ・ロートン）
- 奇跡 (1955年の映画) （監督：カール・テオドア・ドライヤー）
- 大地のうた （監督：サタジット・レイ）
- マダムと泥棒（監督：アレクサンダー・マッケンドリック）
- 理由なき反抗（監督：ニコラス・レイ）
- 旅情（監督：デヴィッド・リーン）
- わんわん物語
- 浮雲（監督：成瀬巳喜男、主演：森雅之・高峰秀子）
- ゴジラの逆襲
- 獣人雪男（監督：本多猪四郎、特撮監督：圓谷英二、主演：宝田明）
- 野菊の如き君なりき（監督：木下惠介）
- 夫婦善哉（監督：豊田四郎、主演：森繁久彌・淡島千景）

### 文学
- 芥川賞
  - 第33回（1955年上半期） - 遠藤周作『白い人』
  - 第34回（1955年下半期） - 石原慎太郎 『太陽の季節』
- 直木賞
  - 第33回（1955年上半期） - 該当作品なし
  - 第34回（1955年下半期） - 新田次郎『強力伝』、邱永漢『香港』
- 江戸川乱歩賞
  - 第1回 - 中島河太郎『探偵小説辞典』

### テレビ
- 真昼は考える
- 日真名氏飛び出す
- 私の秘密
- ビルマの竪琴
- 轟先生
- 追跡
- 江戸の影法師

### ラジオ
- 夫婦善哉（朝日放送）

## その他
- CMソング

| キャッチフレーズなど  | 商品名など   | メーカー     | 出演者   | 音楽                     |
| --------------------- | ------------ | ------------ | -------- | ------------------------ |
| ♪明るいナショナル     | -            | 松下電器産業 | -        | 三木鶏郎                 |
| ♪クシャミ3回、ルル3錠 | ルル         | 三共         | 笹森礼子 | 三木鶏郎・伴久美子（歌） |
| ♪カーンカーンカネボウ | カネボウ毛糸 | 鐘淵紡績     | -        | 三木鶏郎                 |
| ♪ポポンとね           | ポポンS      | 塩野義製薬   | -        | 三木鶏郎・楠トシエ（歌） |

## 誕生

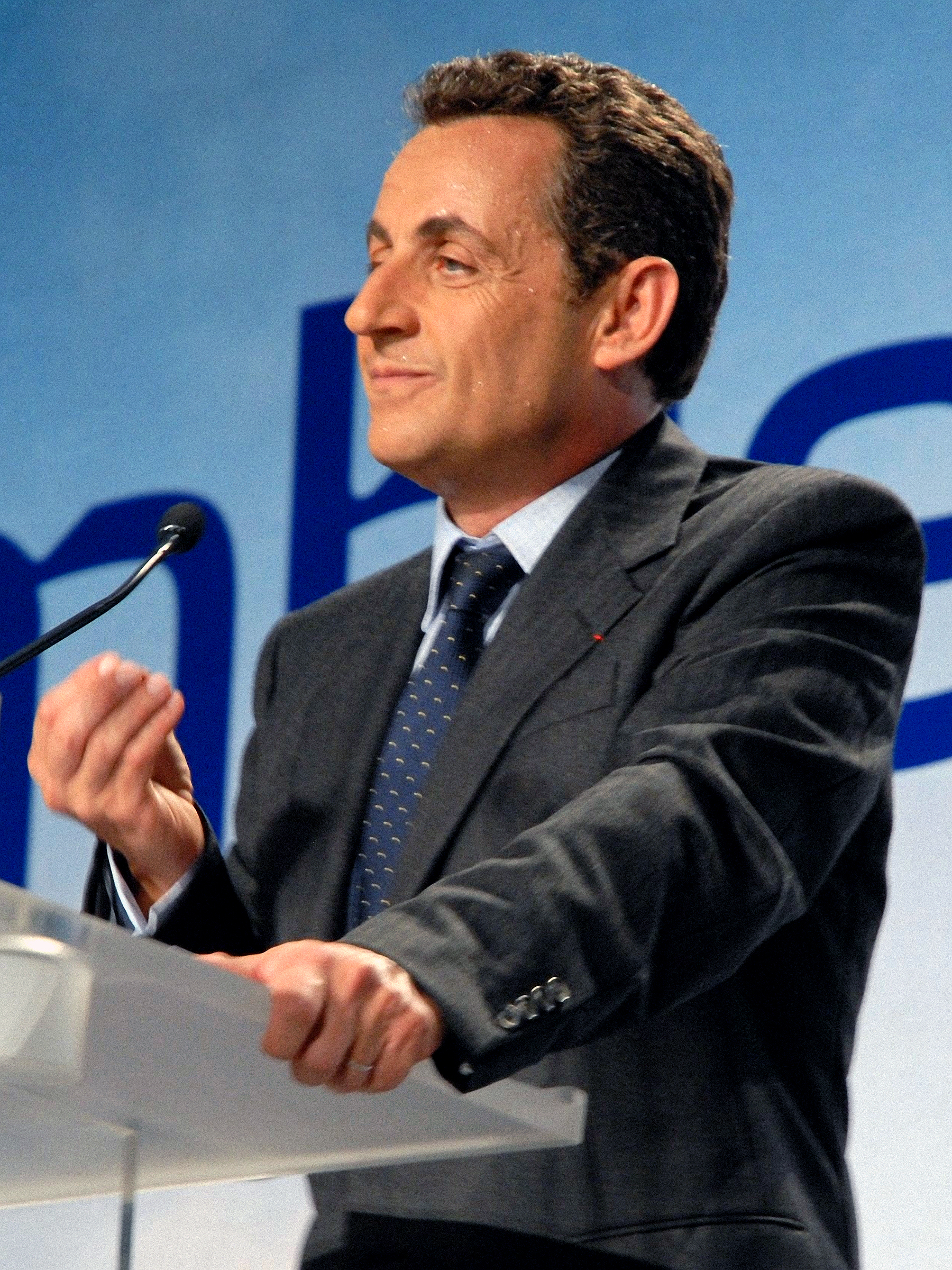
フランス大統領ニコラ・サルコジ（1月28日）

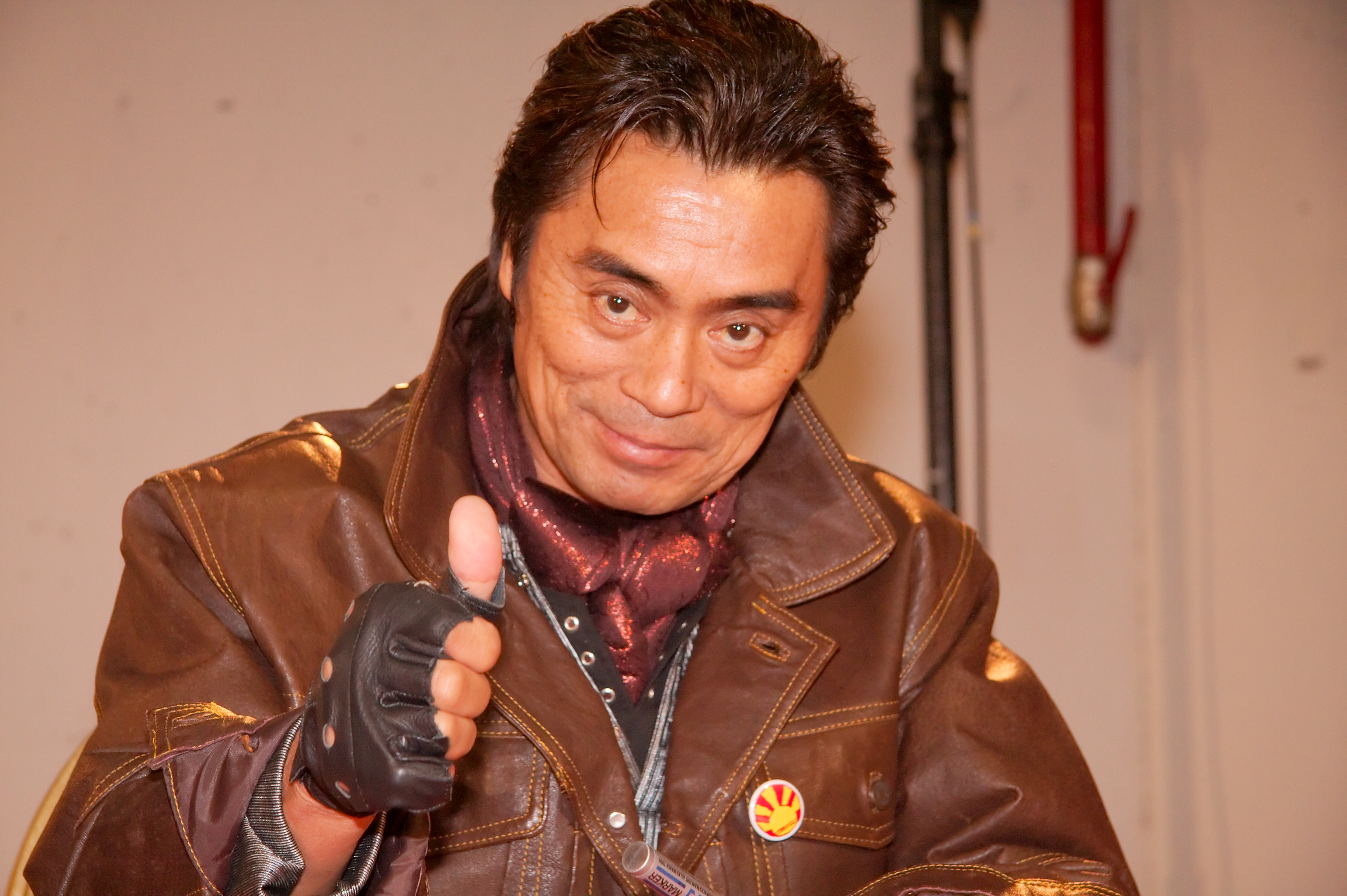
俳優大葉健二（2月5日）

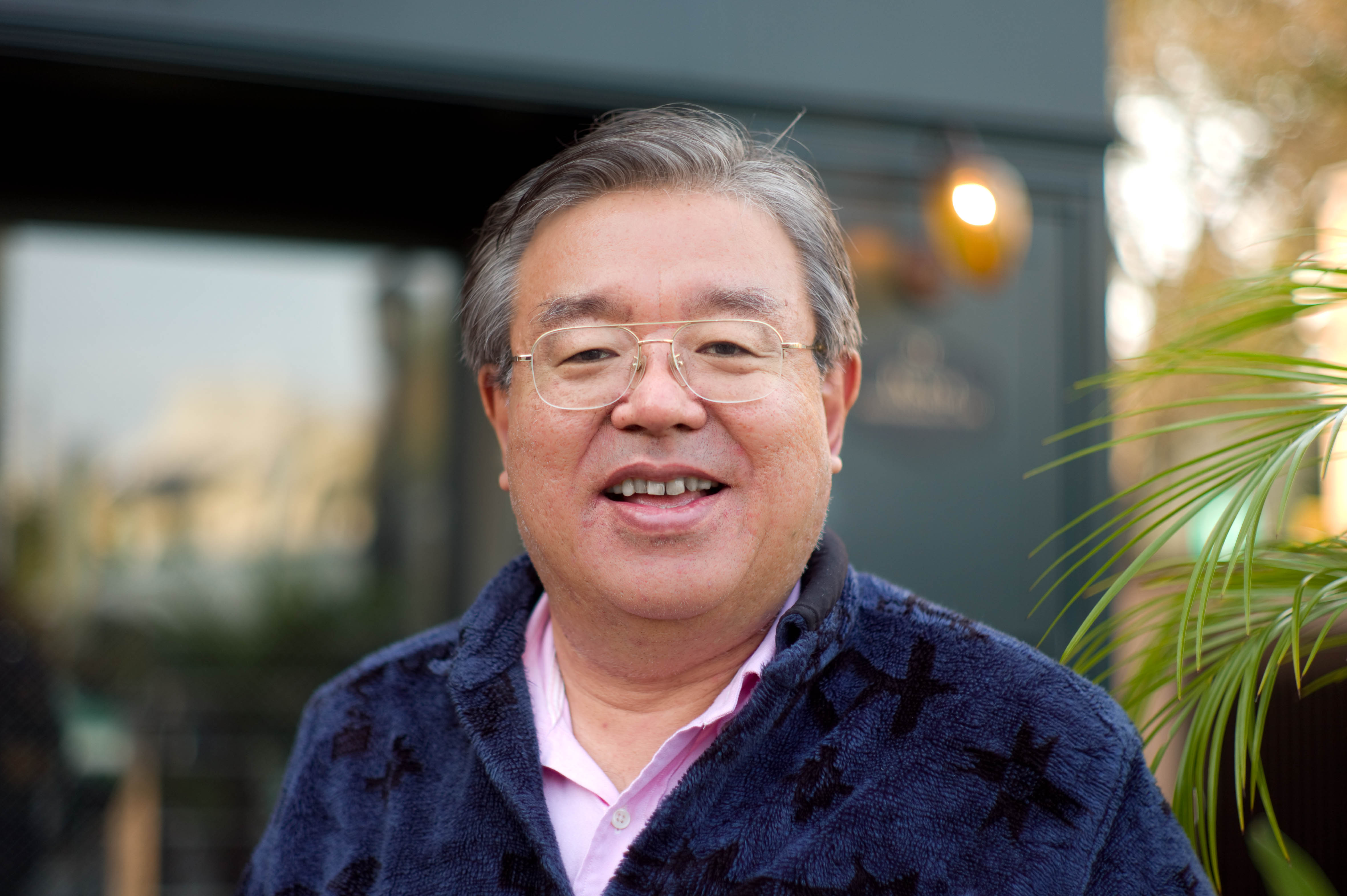
情報工学者村井純（3月29日）

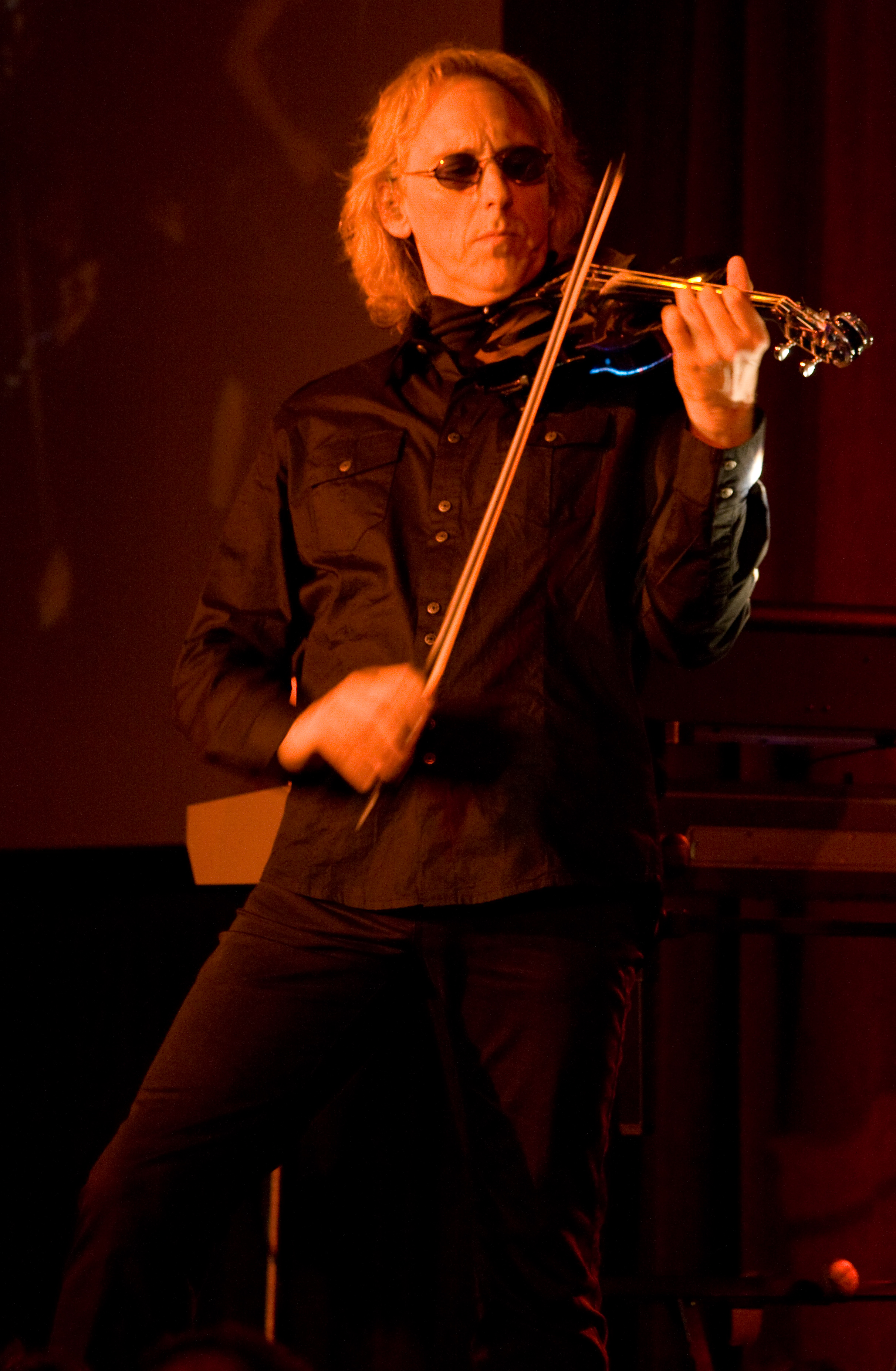
キーボード・ヴァイオリン演奏者エディ・ジョブソン（4月28日）

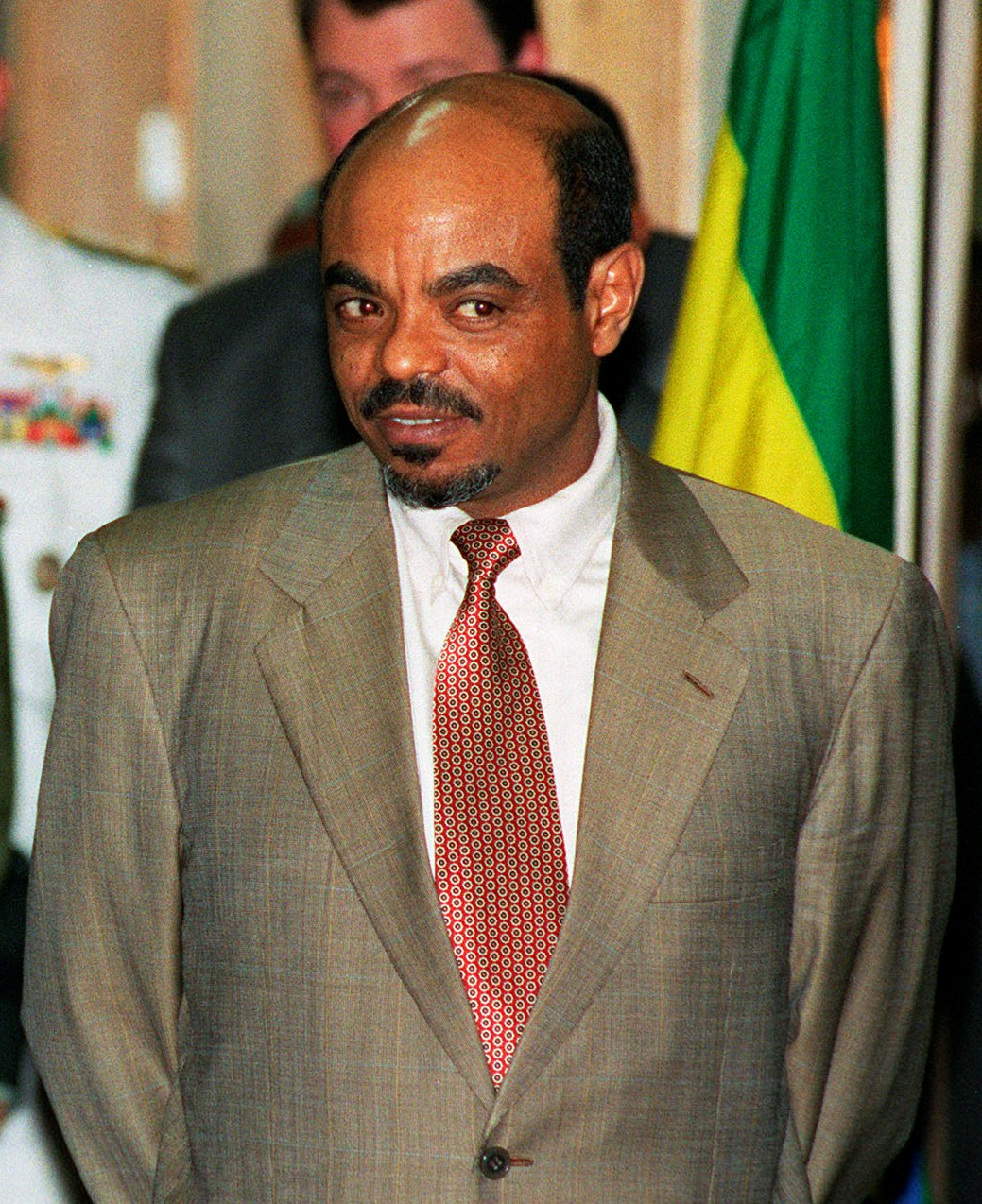
エチオピア首相メレス・ゼナウィ（5月8日）

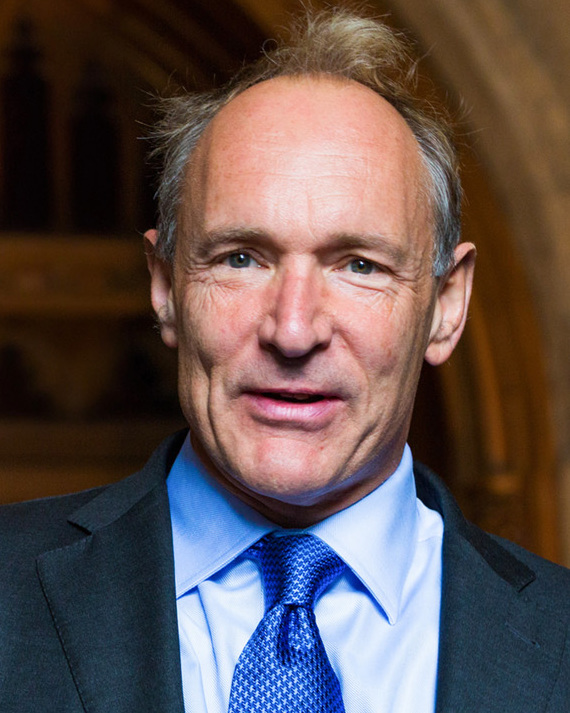
計算機設計者ティム・バーナーズ＝リー（6月8日）

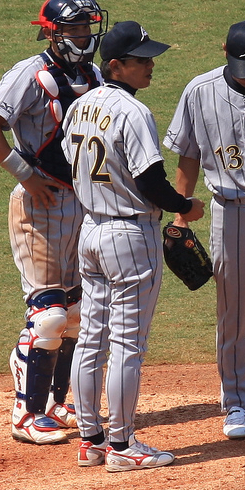
元プロ野球選手大野豊（8月30日）

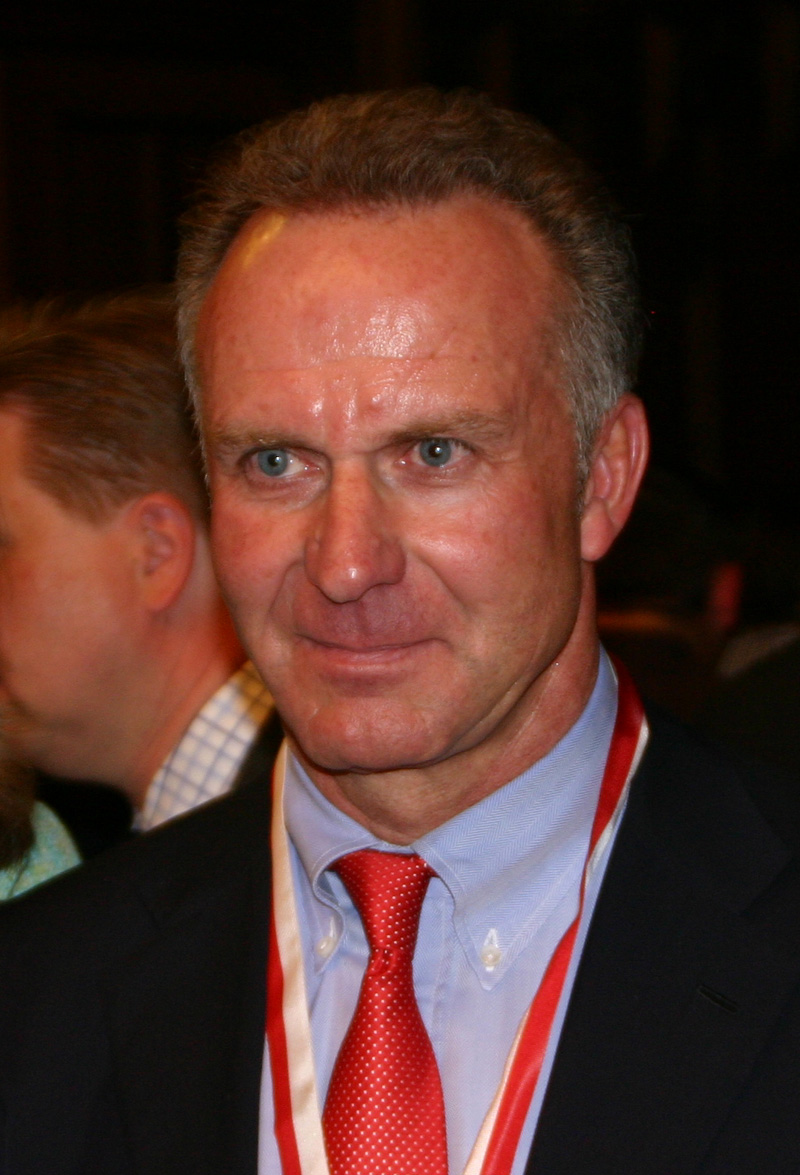
元サッカー選手カール＝ハインツ・ルンメニゲ（9月25日）

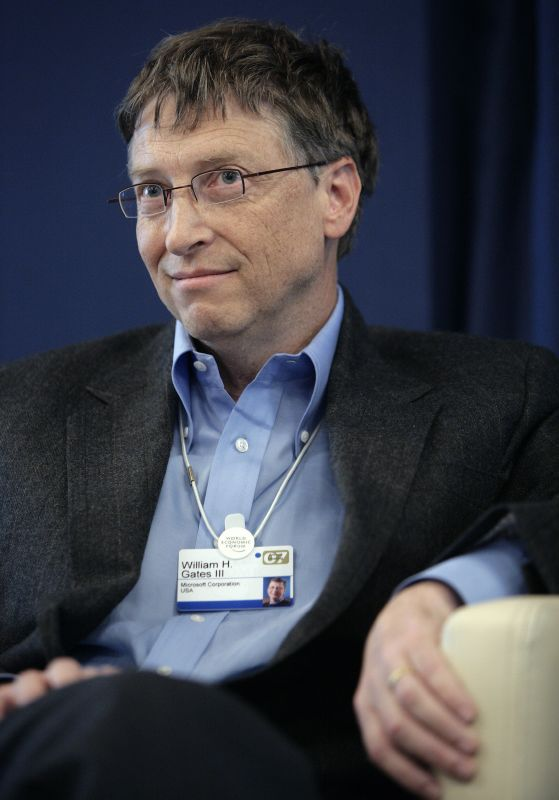
実業家ビル・ゲイツ（10月28日）

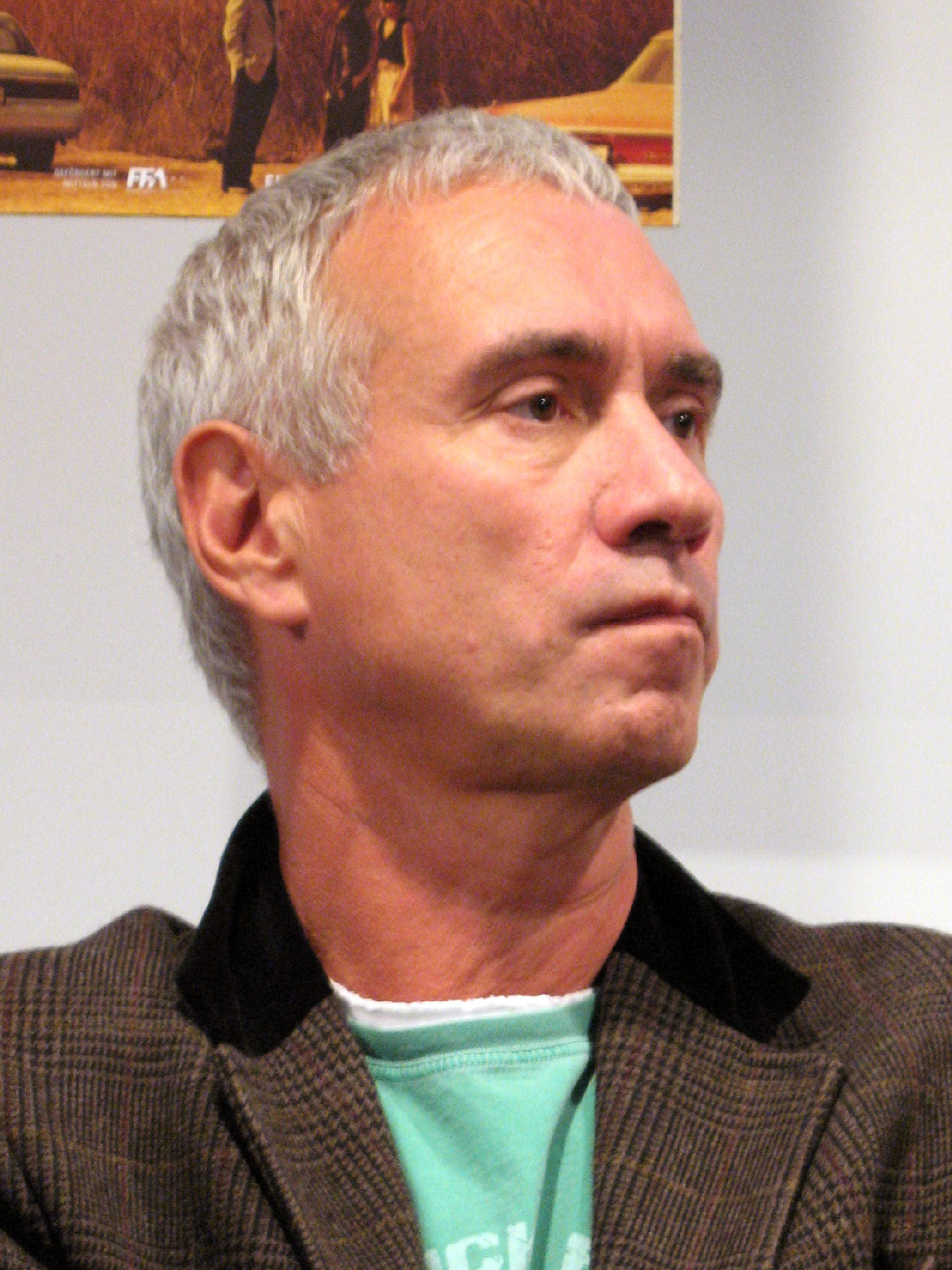
映画監督ローランド・エメリッヒ（11月10日）

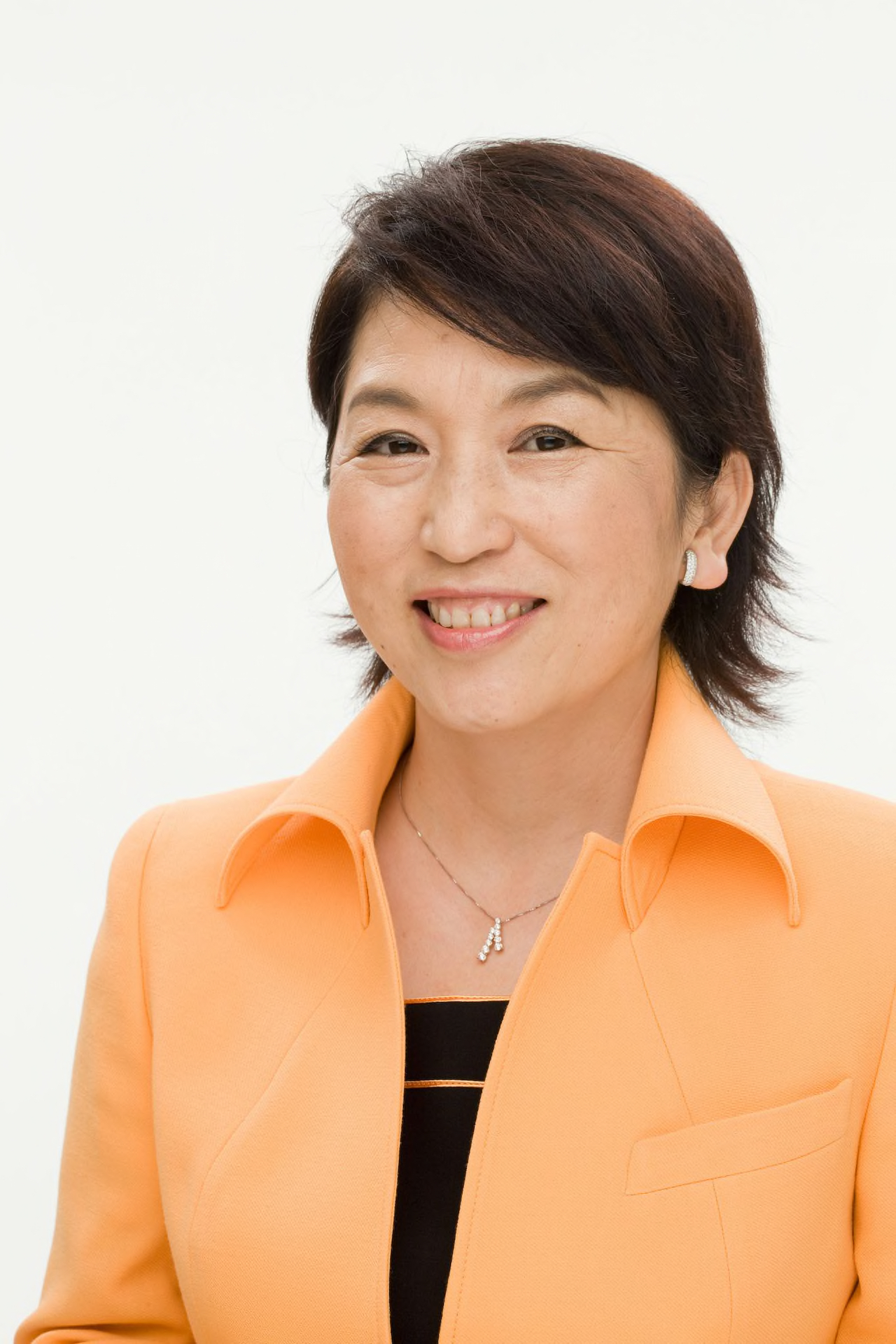
社会民主党党首福島瑞穂（12月24日）

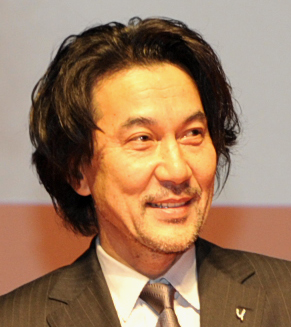
俳優役所広司（12月27日）

### 1月
- 1月1日 - ラマー・ホイト、メジャーリーガー
- 1月2日 - 佐藤直子、元女子プロテニス選手・タレント
- 1月3日 - 蓮池透、北朝鮮による拉致被害者家族連絡会（家族会）元副代表
- 1月3日 - 青木政美、プロ野球選手
- 1月3日 - 恒村勝美、プロ野球選手
- 1月3日 - 久木山亮、プロ野球選手
- 1月5日 - 渡辺えり、女優、劇作家、演出家
- 1月5日 - マムター・バナルジー、インドの政治家、西ベンガル州首相
- 1月6日 - ローワン・アトキンソン、コメディアン、俳優、作家
- 1月8日 - 新井飛山、書家
- 1月9日 - ユッタ・バウアー、児童文学作家、イラストレーター
- 1月13日 - いがらしみきお、漫画家
- 1月13日 - 伊藤蘭、女優、元キャンディーズ
- 1月13日 - 紙智子、政治家
- 1月14日 - 岩下正明、元プロ野球選手
- 1月15日 - 田中真弓、声優
- 1月17日 - 小山茉美[4]、声優
- 1月18日 - ケビン・コスナー、俳優
- 1月20日 - 太田裕美、歌手
- 1月20日 - 桜井賢、ミュージシャン(THE ALFEE)
- 1月21日 - ジェフ・クーンズ、美術家
- 1月22日 - 高橋惠子、女優
- 1月22日 - 千葉均、ばんえい競走騎手
- 1月25日 - 岩谷徹、ゲームクリエイター
- 1月26日 - エドワード・ヴァン・ヘイレン、ミュージシャン（ヴァン・ヘイレン）（+ 2020年）
- 1月26日 - 所ジョージ、タレント
- 1月26日 - 海原しおり、漫才師（+ 2014年[5]）
- 1月26日 - 袴塚淳、ジャズピアニスト
- 1月28日 - ニコラ・サルコジ、フランスの政治家
- 1月28日 - 広瀬光治、ニットデザイナー

### 2月
- 2月1日 - 新屋晃、元プロ野球選手
- 2月1日 - 唯川恵、小説家
- 2月3日 - 渡辺俊幸、作曲家・編曲家
- 2月4日 - 宮内タカユキ、アニソン歌手
- 2月4日 - 高橋広、野球選手
- 2月5日 - 大葉健二、俳優
- 2月5日 - 花村萬月、作家
- 2月7日 - 片山雅博、アニメーション作家（+ 2011年）
- 2月7日 - ミゲル・フェラー、俳優・声優（+ 2017年）
- 2月8日 - ジョン・グリシャム、小説家
- 2月8日 - 徐冰、芸術家
- 2月8日 - 廣川集一、アニメーション監督（+ 2012年）
- 2月10日 - グレグ・ノーマン、プロゴルファー
- 2月10日 - 宮沢隆仁、医師・政治家
- 2月11日 - 益田由美、アナウンサー
- 2月12日 - 伊丹幸雄、歌手・俳優
- 2月12日 - さとうあい、声優
- 2月12日 - グレッグ・ジョンストン、元プロ野球選手
- 2月13日 - 矢野顕子、ポップ・ジャズミュージシャン
- 2月17日 - 吉澤一彦、アナウンサー
- 2月17日 - 菅田俊、俳優
- 2月17日 - 羅本新二、元プロ野球選手
- 2月17日 - 莫言、作家
- 2月22日 - 河内洋、元騎手、調教師
- 2月23日 - 新堀和男、俳優、殺陣師、アクション監督
- 2月23日 - 斉藤明夫、元プロ野球選手
- 2月23日 - 石田芳雄、プロ野球選手
- 2月24日 - スティーブ・ジョブズ、企業家（+ 2011年）
- 2月24日 - アラン・プロスト、元F1ドライバー
- 2月24日 - 山川猛、元プロ野球選手
- 2月25日 - 赤阪尊子、フードファイター、保険外交員
- 2月27日 - 伊藤博英、アナウンサー
- 2月27日 - 池田弘、元プロ野球選手
- 2月28日 - 城ヶ崎祐子、元アナウンサー

### 3月
- 3月1日 - 藤堂新二、俳優
- 3月2日 - 麻原彰晃、オウム真理教 開祖（+ 2018年）
- 3月2日 - 佐々木知子、政治家
- 3月2日 - 日向明子、女優（+ 2011年）
- 3月3日 - ケント・デリカット、タレント
- 3月4日 - 佐野史郎、俳優
- 3月6日 - 春風亭小朝、落語家
- 3月7日 - 佐藤準、作曲家・編曲家
- 3月9日 - フランコ・ウンチーニ、レーサー
- 3月10日 - 鈴木利男、レーサー
- 3月11日 - 高木文堂、政治家
- 3月12日 - ルパート・ジョーンズ、元プロ野球選手
- 3月13日 - ブルーノ・コンティ、元サッカー選手
- 3月15日 - 塚田三喜夫、歌手（+ 2011年）
- 3月15日 - 二又一成[6]、声優
- 3月15日 - ロバート・カバス、ウェイトリフティング選手
- 3月15日 - 李良枝、小説家（+ 1992年）
- 3月15日 - 石井直方、運動生理学者・ボディビルダー（+ 2024年）
- 3月17日 - ゲイリー・シニーズ、俳優
- 3月18日 - ドウェイン・マーフィー、元プロ野球選手
- 3月18日 - 島崎俊郎、リポーター・タレント（+ 2023年）
- 3月19日 - ブルース・ウィリス、俳優
- 3月20日 - 竹内まりや、シンガーソングライター
- 3月20日 - 筒井良紀、プロ野球選手
- 3月21日 - フィリップ・トルシエ、サッカー監督
- 3月21日 - ジャイール・ボルソナーロ、第38代ブラジル大統領
- 3月22日 - 田村信、漫画家
- 3月23日 - モーゼス・マローン、元バスケットボール選手（+ 2015年[7]）
- 3月27日 - 山口良一、タレント・俳優
- 3月28日 - 大和田新、フリーアナウンサー(元ラジオ福島アナウンサー)
- 3月29日 - 村井純、計算機科学者
- 3月30日 - 寺沢武一、漫画家（+ 2023年）
- 3月31日 - 青島広志、作曲家

### 4月
- 4月1日 - 岡村猛、アマチュア野球指導者
- 4月4日 - 高橋俊春、元プロ野球選手
- 4月5日 - 鳥山明、漫画家（+ 2024年）
- 4月6日 - 小泉泰重、プロ野球選手
- 4月7日 - 西野朗、サッカー指導者、元サッカー選手（元日本代表）
- 4月9日 - 寬仁親王妃信子、皇族
- 4月10日 - 有田二三男、プロ野球選手
- 4月11日 - 山村善則、元プロ野球選手
- 4月13日 - 上沼恵美子、タレント
- 4月13日 - 西城秀樹、歌手（+ 2018年）
- 4月13日 - 森口祐子、プロゴルファー
- 4月16日 - ブルース・ボウチー、メジャーリーガー
- 4月17日‐　原田康弘
- 4月18日 - 河埜敬幸、元プロ野球選手
- 4月18日 - ボビー・カスティーヨ、元プロ野球選手
- 4月19日 - 遠藤一彦、元プロ野球選手
- 4月19日 - 長谷川集平、絵本作家・ミュージシャン
- 4月19日 - レゲーツィ・クリスチナ、フィギュアスケート選手
- 4月20日 - スバンテ・ペーボ、生物学者
- 4月21日 - トニーニョ・セレーゾ、元サッカー選手
- 4月23日 - 平野文、声優、エッセイスト
- 4月24日 - 堀尾正明、フリーアナウンサー・ニュースキャスター
- 4月26日 - 佃正樹、元野球選手（+ 2007年）
- 4月26日 - マイク・スコット、メジャーリーガー
- 4月28日 - エディ・ジョブソン、キーボード・ヴァイオリン奏者
- 4月29日 - 田中裕子、女優
- 4月29日 - 秋田秀幸、元プロ野球選手
- 4月29日 - 横山健次、アニメーター
- 4月29日 - リチャード・エプカー、声優、俳優、音響監督、脚本家
- 4月29日 - ケイト・マルグルー、女優

### 5月
- 5月2日 - ドナテラ・ヴェルサーチ、ファッションデザイナー
- 5月3日 - 三浦道男、元プロ野球選手
- 5月5日 - ポール・スモレンスキー、言語学者
- 5月6日 - アヴラム・グラント、サッカー指導者
- 5月8日 - メレス・ゼナウィ、エチオピアの首相（+ 2012年）
- 5月9日 - 掛布雅之、元プロ野球選手
- 5月9日 - 藤田学、元プロ野球選手
- 5月10日 - 松原由昌、プロ野球選手（+ 2014年）
- 5月11日 - 山村善則、元プロ野球選手
- 5月12日 - 坂巻明、元プロ野球選手
- 5月14日 - デニス・マルティネス、メジャーリーガー
- 5月16日 - 丘野かおり、女優
- 5月16日 - ジャック・モリス、メジャーリーガー
- 5月19日 - ジェームズ・ゴスリン、ソフトウェア技術者
- 5月20日 - ディエゴ・アバタントゥオーノ、俳優
- 5月20日 - 植上健治、元プロ野球選手（+ 1995年）
- 5月24日 - 酒井増夫、プロ野球選手
- 5月25日 - 江川卓、元プロ野球選手
- 5月25日 - 桂小枝、落語家、タレント
- 5月25日 - 小鷹卓也、プロ野球選手
- 5月27日 - 内藤剛志、俳優、タレント
- 5月28日 - 村上ショージ、タレント
- 5月29日 - 花増幸二、元プロ野球選手
- 5月30日 - 中村勘三郎18世、歌舞伎俳優（+ 2012年）
- 5月30日 - 深沢恵雄、元プロ野球選手
- 5月31日 - トミー・エマニュエル、ギタリスト
- 5月31日 - ローラ・ボー、プロゴルファー

### 6月
- 6月1日 - 千代の富士貢、大相撲第58代横綱、年寄・九重（+ 2016年）
- 6月3日 - 佐野稔、元フィギュアスケート選手
- 6月6日 - クリス・ナイマン、元プロ野球選手
- 6月6日 - 竹口幸紀、プロ野球選手
- 6月8日 - ティム・バーナーズ＝リー、計算機科学者
- 6月8日 - 金子修介、映画監督
- 6月10日 - フロイド・バニスター、元プロ野球選手
- 6月12日 - 柳原隆弘、元プロ野球選手
- 6月16日 - Char（竹中尚人）、ミュージシャン
- 6月18日 - 藤真利子、女優
- 6月20日 - 平野謙、元プロ野球選手
- 6月21日 - ミシェル・プラティニ、元サッカー選手
- 6月21日 - 長谷川初範、俳優
- 6月21日 - イワン・プロホロフ、外交官
- 6月24日 - 藤岡貞明、元プロ野球選手
- 6月24日 - 清滝信宏、経済学者
- 6月25日 - 石井邦彦、元プロ野球選手
- 6月26日 - 具志堅用高、プロボクサー
- 6月26日 - 堀場秀孝、元プロ野球選手、長野県議会議員
- 6月27日 - イザベル・アジャーニ、女優
- 6月29日 - 森マリア、元歌手、元女優
- 6月29日 - 西村泰彦、警察官僚、元警視総監、内閣危機管理監[8]

### 7月
- 7月1日 - 明石家さんま、お笑いタレント
- 7月1日 - ニコライ・デミジェンコ、ピアニスト
- 7月2日 - スティーヴン・ウォルト、ハーバード大学ケネディ行政大学院教授
- 7月2日 - 山﨑夏生、元プロ野球審判員
- 7月3日 - 夏石番矢、俳人、明治大学教授
- 7月3日 - マット・キーオ、元プロ野球選手（+ 2020年）
- 7月3日 - イリーナ・モイセーワ、フィギュアスケート選手
- 7月4日 - 沢まき子
- 7月6日 - 中川富雄、アナウンサー
- 7月6日 - 長谷川哲夫、天文学者
- 7月7日 - レン・バーカー、メジャーリーガー
- 7月12日 - 宮澤正、声優
- 7月13日 - 藤田博史、精神分析医
- 7月13日 - 達川光男、元プロ野球選手
- 7月15日 - 島本啓次郎、プロ野球選手
- 7月18日 - 天満敦子、ヴァイオリニスト
- 7月18日 - 森谷昭、元プロ野球選手
- 7月19日 - 黒沢清、映画監督
- 7月20日 - 藤原智美、小説家、エッセイスト
- 7月21日 - マルセロ・ビエルサ、元サッカー選手、サッカー指導者
- 7月21日 - 海渡雄一、弁護士
- 7月24日 - 梅津秀行、声優
- 7月25日 - 西久保愼一、実業家、スカイマーク社長
- 7月26日 - 飛鳥裕子、女優（+ 2011年）
- 7月28日 - 永島暎子、女優
- 7月28日 - 福島秀喜、プロ野球選手

### 8月
- 8月1日 - 古屋英夫、元プロ野球選手
- 8月1日 - 頼近美津子、元NHKアナウンサー・司会者（+ 2009年）
- 8月2日 - 山根和夫、元プロ野球選手
- 8月4日 - ゲリー・コーツィー、元プロボクサー
- 8月6日 - ロン・デービス、元野球選手
- 8月9日 - 山本和夫、テレビプロデューサー・ディレクター・ドラマデザイン社代表取締役・元読売テレビ放送ドラマ部門チーフプロデューサー
- 8月9日 - ダグ・ウィリアムス、元アメリカンフットボール選手
- 8月9日 - 内田正人、元アメリカンフットボール選手
- 8月10日 - 田口八重子、北朝鮮による日本人拉致の被害者の1人
- 8月10日 - 佐藤博正、プロ野球選手
- 8月12日 - 安念潤司、法学者・弁護士
- 8月13日 - ダロー、マジシャン
- 8月13日 - 袴田英利、元プロ野球選手（+ 2025年）
- 8月17日 - リチャード・ヒルトン、実業家
- 8月17日 - シーザー武志、格闘家・シュートボクシングの創始者
- 8月18日 - 塩屋浩三、声優
- 8月19日 - テリー・ハーパー、元プロ野球選手
- 8月20日 - アグネス・チャン、歌手・教育学者
- 8月22日 - 平松伸二、漫画家
- 8月25日 - 佐藤正午、小説家
- 8月25日 - 松澤一之、俳優
- 8月27日 - 真渕勝、政治学者
- 8月28日 - 宮川花子、漫才師
- 8月28日 - 小林通孝、声優
- 8月28日 - 臼井二美男、義肢装具士
- 8月29日 - ディアマンダ・ギャラス（英語版）、シンガーソングライター・ビジュアルアーティスト
- 8月30日 - 室山眞弓、漫画家コンビ「室山まゆみ」姉
- 8月30日 - 大野豊、元プロ野球選手
- 8月30日 - 石淵国博、プロ野球選手
- 8月31日 - エドウィン・モーゼス、陸上選手

### 9月
- 9月1日 - ビリー・ブランクス、エアロビクス指導者・格闘家・俳優
- 9月2日 - 山倉和博、プロ野球選手
- 9月3日 - 田中由郎、プロ野球選手
- 9月4日 - 成毛眞、書評家・経営者
- 9月4日 - 伊沢弘、俳優・声優・演出家
- 9月4日 - 定岡小百合、声優
- 9月5日 - 大口善徳、政治家
- 9月7日 - ミラ・ファーラン、女優（+2021年）
- 9月9日 - 倉本昌弘、プロゴルファー
- 9月14日 - レオ14世、第267代ローマ教皇
- 9月15日 - 金光興二、アマチュア野球指導者
- 9月16日 - ロビン・ヨーント、メジャーリーガー
- 9月17日 - マーシャル・ブラント、プロ野球選手
- 9月21日 - アンドレイ・ガヴリーロフ、ピアニスト
- 9月24日 - のむらしんぼ、漫画家
- 9月24日 - 川口淳一郎、小惑星探査機「はやぶさ」のプロジェクトマネージャー
- 9月25日 - カール＝ハインツ・ルンメニゲ、サッカー選手
- 9月26日 - 石井昭男、プロ野球選手
- 9月26日 - 木ノ葉のこ、女優
- 9月27日 - 今野敏、小説家

### 10月
- 10月1日 - 村尾信尚、財務官僚、ニュースキャスター、大学教授
- 10月3日 - ジム・ジョイス、メジャーリーグ審判員
- 10月5日 - 立野政治、元プロ野球選手
- 10月7日 - 茂木敏充、政治家
- 10月7日 - ヨーヨー・マ、チェリスト
- 10月8日 - 田中一穂、財務官僚、日本政策金融公庫総裁、財務事務次官
- 10月8日 - 黒坂幸夫、プロ野球選手
- 10月8日 - 大竹伸朗、現代美術家
- 10月8日 - 大橋康延、プロ野球選手
- 10月10日 - 植松精一、元プロ野球選手
- 10月11日 - 麻丘めぐみ、女優・歌手
- 10月11日 - 頓宮恭子、声優
- 10月15日 - タニア・ロバーツ、女優（+ 2021年）
- 10月17日 - 赤松一朗、プロ野球選手
- 10月18日 - 郷ひろみ[9]、歌手、俳優
- 10月19日 - ラサール石井、タレント
- 10月21日 - 浜田靖一、政治家
- 10月23日 - 篠田節子、小説家・SF作家
- 10月23日 - 坂口良子、女優（+ 2013年）
- 10月24日 - 岡崎乾二郎、批評家・造形作家
- 10月24日 - 高英傑、元プロ野球選手
- 10月24日 - 遊川和彦、脚本家
- 10月26日 - ヤン・ホフマン、フィギュアスケート選手
- 10月28日 - ビル・ゲイツ、マイクロソフトの創立者
- 10月29日 - 志穂美悦子、元女優
- 10月30日 - 佐藤滋孝、プロ野球選手

### 11月
- 11月3日 - 堤幸彦、映画監督
- 11月4日 - 深見敏男、馬主
- 11月5日 - ブラザー・コーン、歌手・タレント
- 11月5日 - クリス・ジェンナー、タレント
- 11月5日 - 駒塚由衣、女優・声優
- 11月9日 - 朝田のぼる、歌手
- 11月9日 - 平田恒雄、元プロ野球選手（+ 2016年[10]）
- 11月10日 - ローランド・エメリッヒ、映画監督
- 11月11日 - ジグミ・シンゲ・ワンチュク、ブータン王国第四代国王
- 11月11日 - 山本喜代宏、政治家
- 11月13日 - ウーピー・ゴールドバーグ、女優・コメディエンヌ
- 11月13日 - 内田周作、プロ野球選手
- 11月14日 - 中野浩一、元自転車競技選手
- 11月16日 - 國村隼、俳優
- 11月16日 - 平野正人、声優
- 11月16日 - 松下誠、ギタリスト
- 11月19日 - ディアンネ・デ・レーブ、フィギュアスケート選手
- 11月21日 - ジャック・オルテ、調教師
- 11月21日 - 鈴鹿景子、女優、声優（+ 2023年）
- 11月22日 - 加藤勝信、政治家
- 11月22日 - 石原凡、声優
- 11月24日 - 湯浅卓、国際弁護士
- 11月25日 - 赤星昇一郎、俳優・声優
- 11月26日 - 保坂展人、政治家・教育ジャーナリスト
- 11月28日 - 馬淵史郎、明徳義塾高等学校野球部監督
- 11月30日 - ビリー・アイドル、ミュージシャン

### 12月
- 12月3日 - 麻生よう子、歌手
- 12月4日 - 滝田洋二郎、映画監督
- 12月5日 - 川中美幸、演歌歌手
- 12月9日 - 4代朝潮太郎、大相撲元大関、年寄・高砂（+2023年）
- 12月9日 - 渡辺裕之、俳優（+ 2022年）
- 12月12日 - 中村梅雀、俳優・ベーシスト
- 12月14日 - 世良公則、ミュージシャン
- 12月14日 - 小澤一彦、テレビ静岡キャスター
- 12月15日 - ポール・シムノン、ミュージシャン
- 12月16日 - 松山千春、フォーク歌手
- 12月20日 - 野田秀樹、劇作家・演出家・俳優
- 12月20日 - 山下浩二、元プロ野球選手（+ 2007年）
- 12月21日 - 関口和之、ミュージシャン
- 12月21日 - 田旗浩一、映像作家
- 12月22日 - デビッド・デントン、元プロ野球選手
- 12月23日 - キース・カムストック、元プロ野球選手
- 12月24日 - 福島瑞穂、政治家
- 12月31日 - ジム・トレーシー、元プロ野球選手

## 死去

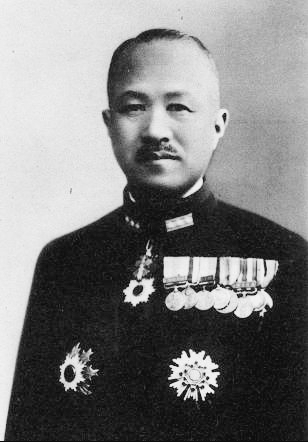
日本海軍大将加藤隆義（2月10日）

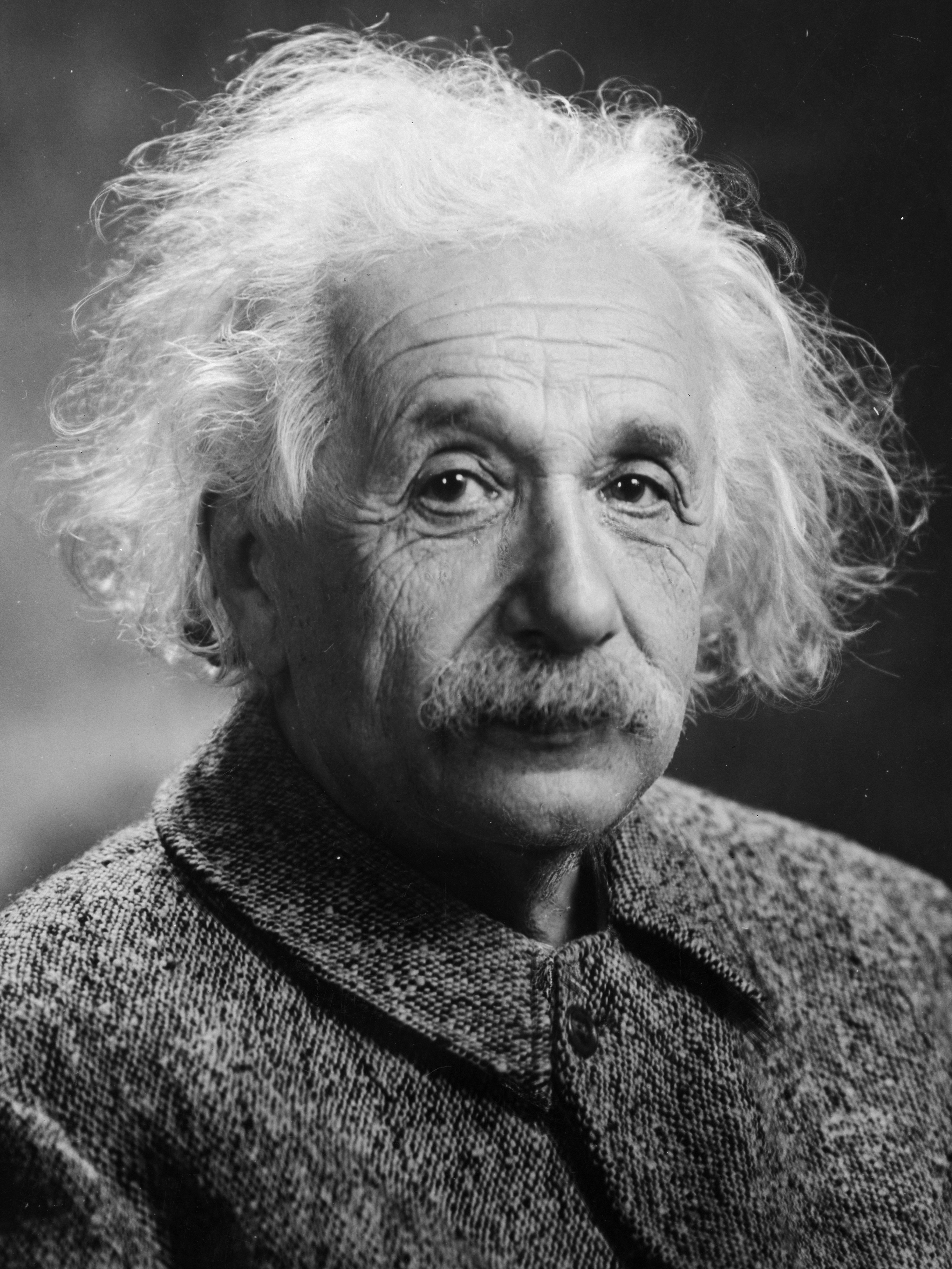
物理学者アルベルト・アインシュタイン（4月18日）

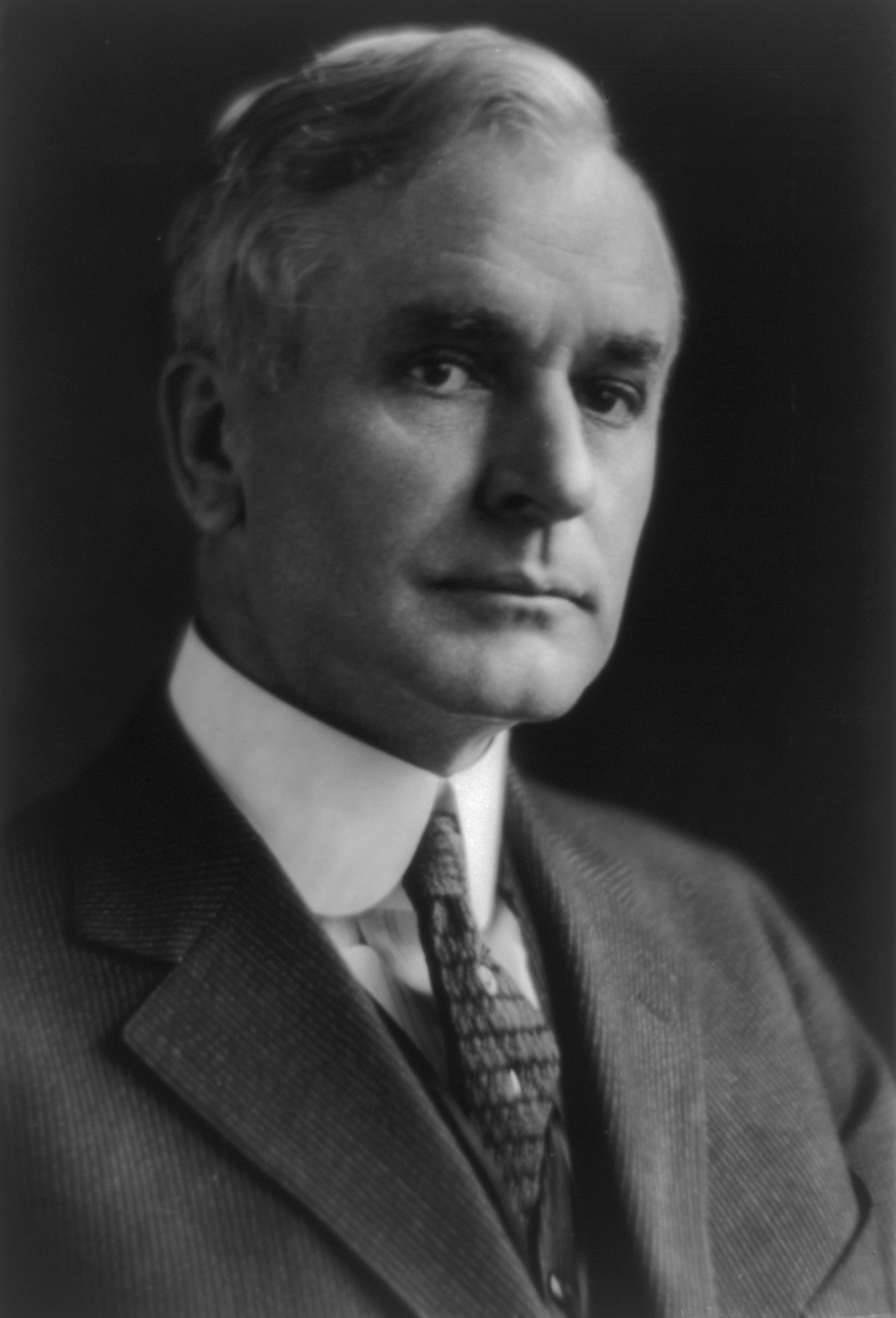
元アメリカ国務長官コーデル・ハル（7月23日）

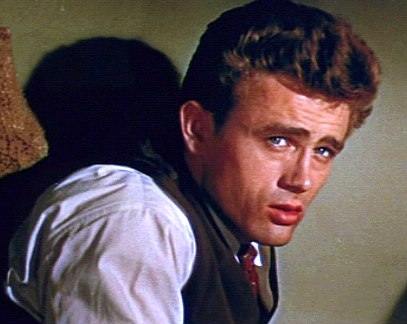
俳優ジェームズ・ディーン交通事故死（9月30日）

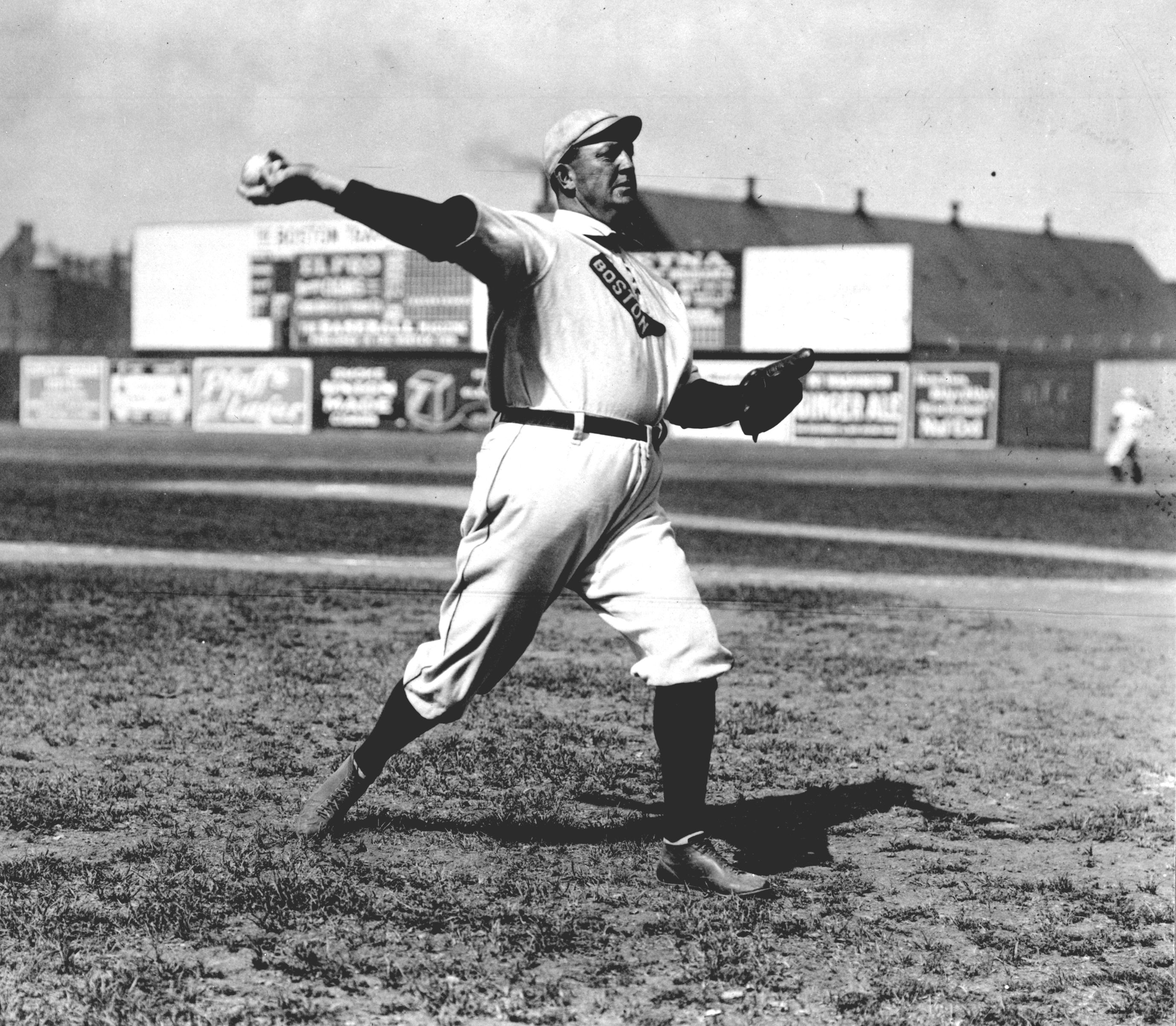
元メジャーリーガーサイ・ヤング（11月4日）

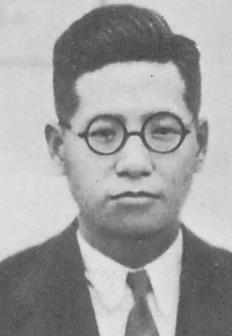
政治運動家赤松克麿（12月13日）

| 私は未来について考えたことがない。すぐに来てしまうのだから。 |

| 車に乗っていて危険を感じるのは、レース場ではなく、一般の車道です。 |

### 1月
- 1月1日 - 太田水穂、歌人・国文学者（* 1876年）
- 1月7日 - エドワード・カスナー、数学者（* 1878年）
- 1月11日 - ロドルフォ・グラツィアーニ、イタリア王国指揮官 (1882年)
- 1月15日 - イヴ・タンギー、画家（* 1900年）
- 1月29日 - 島田善介、野球選手（* 1888年）
- 1月31日 - ジョン・モット、YMCA指導者（* 1865年）

### 2月
- 2月10日 - 岡田茂吉、宗教家・文化人（* 1882年）
- 2月10日 - 加藤隆義、海軍大将（* 1886年）
- 2月17日 - 坂口安吾、小説家（* 1906年）
- 2月21日 - 稲村順三、政治家（* 1900年）
- 2月23日 - ポール・クローデル、劇作家・詩人・外交官（* 1868年）

### 3月
- 3月2日 - 相馬黒光、実業家・社会事業家（* 1876年）
- 3月5日 - 金光庸夫、元拓務大臣・厚生大臣（* 1877年）
- 3月5日 - フェルナン・ポワン、フランス料理のシェフ（* 1897年）
- 3月11日 - アレクサンダー・フレミング、細菌学者（* 1881年）
- 3月12日 - チャーリー・パーカー、サックス奏者（* 1920年）

### 4月
- 4月7日 - セダ・バラ、女優（* 1885年）
- 4月10日 - ピエール・テイヤール・ド・シャルダン、カトリック司祭・神学者・考古学者（* 1881年）
- 4月13日 - 羽田亨、歴史学者（* 1882年）
- 4月18日 - アルベルト・アインシュタイン、物理学者（* 1879年）
- 4月18日 - オイゲン・ヘリゲル、思想家（* 1884年）
- 4月20日 - 下村湖人、小説家・教育家（* 1884年）
- 4月25日 - ハンネス・シュナイダー、スキー講師（* 1890年）

### 5月
- 5月3日 - 福井淳、外交官（* 1898年）
- 5月4日 - ジョルジェ・エネスク、作曲家・ヴァイオリニスト（* 1881年）
- 5月5日 - ルイ・ブレゲー、航空技術者（* 1880年）
- 5月16日 - ジェームズ・エイジー、作家・ジャーナリスト・映画批評家（* 1909年）
- 5月20日 - 桂文治 (8代目)、落語家（* 1883年）
- 5月26日 - アルベルト・アスカーリ、F1ドライバー（* 1918年）

### 6月
- 6月3日 - 恩地孝四郎、版画家・装幀家（* 1891年）
- 6月9日 - ラングドン・ウォーナー、美術史家（* 1881年）
- 6月11日 - ピエール・ルヴェー、レーシングドライバー（* 1905年）
- 6月18日 - 豊島与志雄、小説家（* 1890年）
- 6月29日 - 真杉静枝、小説家（* 1901年）

### 7月
- 7月2日 - 保科孝一、国語学者（* 1872年）
- 7月9日 - アドルフォ・デ・ラ・ウエルタ、元メキシコ大統領（* 1881年）
- 7月23日 - コーデル・ハル、アメリカ合衆国国務長官（* 1871年）
- 7月25日 - イルマリ・ハンニカイネン、作曲家・ピアニスト（* 1892年）
- 7月28日 - 宮武外骨、ジャーナリスト（* 1867年）

### 8月
- 8月12日 - トーマス・マン、小説家（* 1875年）
- 8月12日 - ジェームズ・サムナー、化学者（* 1887年）
- 8月14日 - フェルナン・レジェ、画家（* 1881年）
- 8月19日 - ゲーザ・レーヴェース、心理学者（* 1878年）
- 8月25日 - 北澤楽天、漫画家（* 1876年）

### 9月
- 9月4日 - ガス・ウェイイング、メジャーリーガー（* 1866年）
- 9月9日 - 菊池契月、日本画家（* 1879年）
- 9月22日 - 南川潤、小説家（* 1913年）
- 9月25日 - 大達茂雄、官僚（* 1892年）
- 9月30日 - ジェームズ・ディーン、俳優（* 1931年）
- 9月30日 - マイケル・チェーホフ、俳優（* 1891年）

### 10月
- 10月10日 - フレデリック・マサイアス・アレクサンダー、俳優（* 1869年）
- 10月13日 - 辻善之助、歴史学者（* 1877年）
- 10月14日 - 安藤正純、元国務大臣・文部大臣（* 1876年）
- 10月15日 - 早坂文雄、作曲家（* 1914年）
- 10月18日 - ホセ・オルテガ・イ・ガセット、思想家（* 1883年）
- 10月19日 - ウジェーヌ・デルポルト、天文学者（* 1882年）
- 10月21日 - 鵜澤總明、弁護士・衆議院議員・貴族院議員（* 1872年）
- 10月25日 - 佐々木禎子、広島平和記念公園の原爆の子の像のモデルとして知られる少女（* 1943年）
- 10月26日 - 羽仁吉一、ジャーナリスト・教育者（* 1880年）
- 10月27日 - クラーク・グリフィス、メジャーリーガー（* 1869年）

### 11月
- 11月4日 - サイ・ヤング、プロ野球選手（* 1867年）
- 11月5日 - モーリス・ユトリロ、画家（* 1883年）
- 11月10日 - 堤千代、直木賞受賞作家（* 1917年）
- 11月27日 - アルテュール・オネゲル、作曲家（* 1892年）
- 11月30日 - 大山郁夫、政治学者・衆議院議員・参議院議員（* 1880年）
- 11月30日 - ヨシプ・ストルチェル＝スラヴェンスキ、作曲家（* 1896年）

### 12月
- 12月1日 - 菊池武夫、陸軍中将・貴族院議員・興亜専門学校初代校長（* 1875年）
- 12月2日 - 岩崎久弥、実業家（* 1865年）
- 12月4日 - 小田島孤舟、歌人・教育家・書道家（* 1884年）
- 12月5日 - 南次郎、陸軍軍人（* 1874年）
- 12月6日 - ホーナス・ワグナー、プロ野球選手（* 1874年）
- 12月6日 - ジョージ・プラット・ラインス、写真家（* 1907年）
- 12月11日 - 渡辺大陸、プロ野球監督（* 1901年）
- 12月12日 - 百田宗治、詩人・児童文学者（* 1893年）
- 12月13日 - エガス・モニス、医学者・元ポルトガル外相（* 1874年）
- 12月13日 - 赤松克麿、社会主義運動家・衆議院議員（* 1894年）
- 12月14日 - 安井曾太郎、画家（* 1888年）
- 12月15日 - 朴憲永、朝鮮民主主義人民共和国 (北朝鮮)副首相（* 1900年）
- 12月19日 - 西倉実、プロ野球選手（* 1929年）
- 12月24日 - 大柳英雄、日本中央競馬会騎手（* 1934年）

## ノーベル賞
- 物理学賞 - ウィリス・ラム、ポリカプ・クッシュ
- 化学賞 - ヴィンセント・デュ・ヴィニョー
- 生理学・医学賞 - ヒューゴ・テオレル
- 文学賞 - ハルドル・ラクスネス
- 平和賞 - 該当者なし